# Jugoslavija na Svetovnem prvenstvu v hokeju na ledu 1979
Jugoslavija je na Svetovnem prvenstvu v hokeju na ledu 1979 C, ki je potekalo med 16. in 25. marcem 1979 v Španiji, s sedmimi zmagami osvojila prvo mesto ter se s tem uvrstila v skupino B svetovnega hokeja.

## Tekme
| 16. marec 1979 | Jugoslavija | 10–0 | Avstralija | Barcelona |

| Poročilo tekme | Poročilo tekme | Poročilo tekme | Poročilo tekme | Poročilo tekme |
| -------------- | -------------- | -------------- | -------------- | -------------- |
|                |                | (1:0,6:0,3:0)  |                |                |

| 17. marec 1979 | Jugoslavija | 7–5 | Francija | Barcelona |

| Poročilo tekme | Poročilo tekme | Poročilo tekme | Poročilo tekme | Poročilo tekme |
| -------------- | -------------- | -------------- | -------------- | -------------- |
|                |                | (2:1,4:2,1:2)  |                |                |

| 19. marec 1979 | Jugoslavija | 18–0 | Južna Koreja | Barcelona |

| Poročilo tekme | Poročilo tekme | Poročilo tekme | Poročilo tekme | Poročilo tekme |
| -------------- | -------------- | -------------- | -------------- | -------------- |
|                |                | (10:0,5:0,3:0) |                |                |

| 21. marec 1979 | Jugoslavija | 7–1 | Bolgarija | Barcelona |

| Poročilo tekme | Poročilo tekme | Poročilo tekme | Poročilo tekme | Poročilo tekme |
| -------------- | -------------- | -------------- | -------------- | -------------- |
|                |                | (4:0,1:0,2:1)  |                |                |

| 22. marec 1979 | Španija | 1–16 | Jugoslavija | Barcelona |

| Poročilo tekme | Poročilo tekme | Poročilo tekme | Poročilo tekme | Poročilo tekme |
| -------------- | -------------- | -------------- | -------------- | -------------- |
|                |                | (0:10,1:0,0:6) |                |                |

| 24. marec 1979 | Jugoslavija | 4–2 | Italija | Barcelona |

| Poročilo tekme | Poročilo tekme | Poročilo tekme | Poročilo tekme | Poročilo tekme |
| -------------- | -------------- | -------------- | -------------- | -------------- |
|                |                | (0:0,3:1,1:1)  |                |                |

| 29. marec 1979 | Jugoslavija | 21–1 | Združeno kraljestvo | Barcelona |

| Poročilo tekme | Poročilo tekme | Poročilo tekme | Poročilo tekme | Poročilo tekme |
| -------------- | -------------- | -------------- | -------------- | -------------- |
|                |                | (6:0,9:0,6:1)  |                |                |